# Cihat Kutluca
Cihat Kutluca es un deportista turco que compitió en taekwondo. Ganó una medalla de oro en el Campeonato Mundial de Taekwondo de 1995 y dos medallas de plata en el Campeonato Europeo de Taekwondo, en los años 1990 y 1994.

## Palmarés internacional
| Campeonato Mundial | Campeonato Mundial | Campeonato Mundial | Campeonato Mundial |
| Año                | Lugar              | Medalla            | Categoría          |
| ------------------ | ------------------ | ------------------ | ------------------ |
| 1995               | Manila (Filipinas) | Medalla de oro     | –54 kg             |
| Campeonato Europeo |                    |                    |                    |
| Año                | Lugar              | Medalla            | Categoría          |
| 1990               | Århus (Dinamarca)  | Medalla de plata   | –50 kg             |
| 1994               | Zagreb (Croacia)   | Medalla de plata   | –54 kg             |